# Asura (hinduisme)

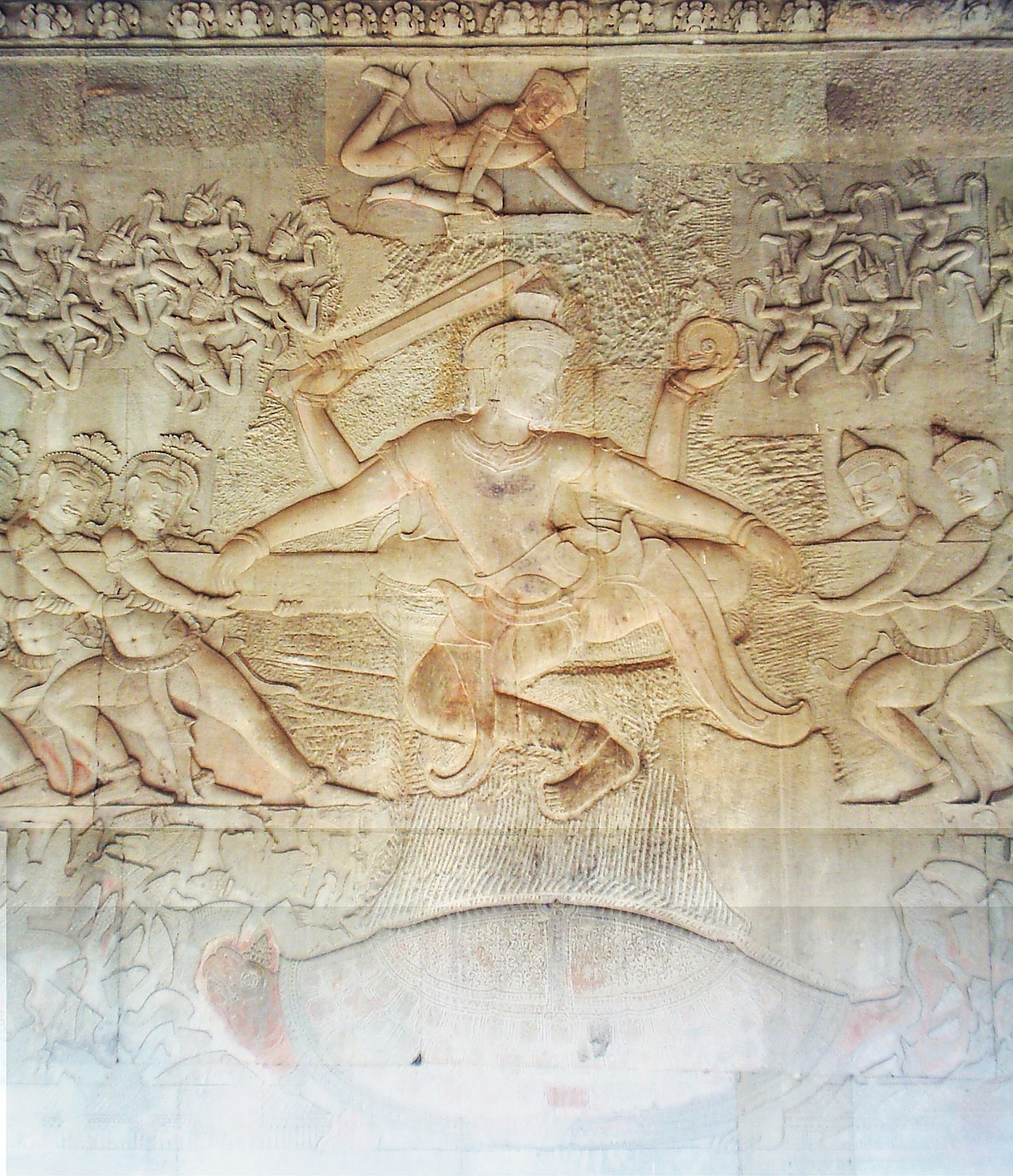
Aquest baix relleu del Samudra Manthan, d'Angkor Vat (a Cambodja), mostra al centre al déu Vixnu en la forma del seu avatar Kurma (tortuga), amb els asures i els devas a cada costat.

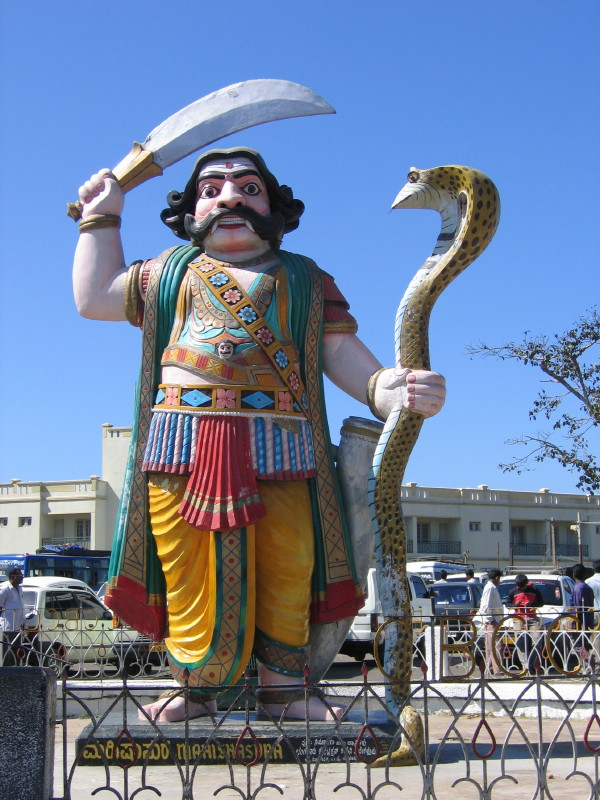
Estàtua de Mahishàsura, a Chamundi hills, prop de Mysore.

En l'hinduisme, els asures (असुर, en l'escriptura devánagari, asura, en el sistema IAST de transliteració) són un grup de deïtats assedegades de poder, que de vegades se les considera demoníaques o pecaminoses.
Estaven oposats als devas. Ambdós grups eren fills del patriarca Kashiapa. La percepció dels asures en l'hinduisme va variar a causa del fet que diverses deïtats que originalment eren asures després van ser reconeguts com a devas.
El nom és cognat del persa Ahura -fins i tot, l'Oxford English Dictionary reconeix l'ús d'aquest terme amb referència al zoroastrisme- i de æsir, el qual implica un origen comú protoindoeuropeu.
A l'entrada 48 del seu Indogermanisches Etymologisches Wörterbuch, Julius Pokorny reconstrueix aquest origen comú com * ansu- (L'asterisc indica que és una paraula hipotètica).
El caràcter negatiu dels asures en l'hinduisme sembla haver evolucionat a través del temps. En general, els textos més antics indiquen que els asures presidien sobre fenòmens morals i socials (per exemple Varuna era guardià del ritá, i Bhaga era el patró dels matrimonis) i els deves presidien els fenòmens naturals (per exemple, Ushas és l'alba, i Indra era un déu del clima). En textos posteriors -com els Puranes i els Itijasas (com el Mahabharata i el rāmāyaṇa)- s'hi troba que els deves són els éssers divins i els asures són demoníacs.
Segons el Bhagavad Gita (16.6), tots els éssers de l'univers tenen qualitats divines (daivi sampad) dels deves, o qualitats demoníaques (asuri sampad) dels asures. El capítol 16 del Bhagavad Git descriu breument les qualitats divines i extensament les demoníaques. En resum, el Gita (16.4) diu que les qualitats dels asures són l'orgull, l'arrogància, l'engany, l'enuig, la grolleria i la ignorància.
El Padma puraá diu que els devots del déu Vixnu estan dotats de les qualitats divines (viú-bhaktá smito daivá) mentre que els asures són justament l'oposat (suras tad-vipariaiá).

## En el budisme
Els asures també apareixen com un tipus d'éssers sobrenaturals en la cosmologia budista tradicional.